# Новокузнецкое
Новокузне́цкое (до 1948 года Но́вый Чегеле́к; укр. Новокузнецьке, крымскотат. Yañı Çegelek, Янъы Чегелек) — исчезнувшее село в Черноморском районе Республики Крым, располагавшееся в центре района, в степной части Крыма, примерно в 1,5 километрах юго-западнее современного села Кузнецкое.

## История
Видимо, поселение было основано в начале XX века, поскольку в Статистическом справочнике Таврической губернии 1915 года, в Кунанской волости Евпаторийского уезда, впервые, помимо старого Чегелека, записана деревня Чегелек-Аклык в которой числилось 19 дворов (все дворы с землёй) с татарским населением в количестве 82 человек приписных жителей и 25 — «посторонних», из которых 52 мужчины и 55 женщин. Жители владели 780 десятинами удобной земли. В хозяйствах имелось 58 лошадей, 38 волов, 17 коров и 410 голов мелкого скота.
После установления в Крыму Советской власти, по постановлению Крымревкома от 8 января 1921 года № 206 «Об изменении административных границ» была упразднена волостная система и образован Евпаторийский уезд, в котором создан Ак-Мечетский район и село вошло в его состав, а в 1922 году уезды получили название округов. 11 октября 1923 года, согласно постановлению ВЦИК, в административное деление Крымской АССР были внесены изменения, в результате которых округа были отменены, Ак-Мечетский район упразднён и село вошло в состав Евпаторийского района. Согласно Списку населённых пунктов Крымской АССР по Всесоюзной переписи 17 декабря 1926 года, в селе Чегелек Новый, в составе упразднённого к 1940 году Сабанчинского сельсовета Евпаторийского района, числилось 27 дворов, из них 26 крестьянских, население составляло 110 человек, из них 109 татар и 1 русский, действовала татарская школа. По постановлению КрымЦИКа от 30 октября 1930 года «О реорганизации сети районов Крымской АССР», был восстановлен Ак-Мечетский район (по другим данным 15 сентября 1931 года) и село вновь включили в его состав.
В 1944 году, после освобождения Крыма от фашистов, согласно Постановлению ГКО № 5859 от 11 мая 1944 года, 18 мая крымские татары были депортированы в Среднюю Азию. С 25 июня 1946 года Чегелек в составе Крымской области РСФСР. Указом Президиума Верховного Совета РСФСР от 18 мая 1948 года, Новый Чегелек переименовали в Ново-Кузнецкое. 26 апреля 1954 года Крымская область была передана из состава РСФСР в состав УССР. Ликвидировано до 1960 года, поскольку в «Справочнике административно-территориального деления Крымской области на 15 июня 1960 года» селение уже не значилось (согласно справочнику «Крымская область. Административно-территориальное деление на 1 января 1968 года» — в период с 1954 по 1968 годы, как село Новосельского сельсовета).